# Skifte (arv)
 For alternative betydninger, se Skifte. (Se også artikler, som begynder med Skifte)
Et skifte er en deling af boet efter en afdød.

## Historie
Lovgivningen har gennem tiderne indeholdt bestemmelser om hvordan og hvornår, der skal afholdes skifte.

### Indtil 1683
Gennem hele middelalderen var skifte efter afdøde et slægtsinternt anliggende. I Christian 2.s "gejstlige lov" fra 1521 og i løbet af det 16. århundrede blev det i købstæderne almindeligt, at skiftet (hvis der var umyndige arvinger) foregik ved overværelse af købstadens magistrat og under dennes medvirken, og at der udfærdigedes et skiftebrev i pågældende myndigheds skiftebog (betegnende nok i begyndelsen kaldt "børnebøger"); således kendes skiftebøger fra blandt andet Vordingborg (fra 1574), fra Helsingør (fra 1579) og fra Ålborg (fra 1584). Den ældste bevarede skiftebog fra landet er formentlig ført af ridefogden fra Ølstykke Herred (for 1630 – 1637). Forud for Danske Lovs vedtagelse kunne skifter også blive indskrevet i tingbøger. Man kan se eksempler arveretslige dokumenter fra middelalderen på diplomatarium.dk  (de er oversat til nudansk).

### 1683 – 1851
Med Danske Lov fra 1683 indførtes skifteprotokoller, som dog for godsejernes skifteretter først kom til at gælde fra 1719.
I 1790 og 1792 kom forordninger om skiftevæsenets indretning og om arveafgift. Disse betød, at alle dødsfald skulle registreres af skiftemyndighederne.
I hovedtræk var skifteforvaltningen (skiftejurisdiktionerne) fastlagt således:
A. Landbefolkningen
1. Selvejere, indsiddere, hovedgårdsforpagtere, godsejere og lensbesiddere: indtil o. 1793/1800 amtsmyndigheden, derefter hos herreds- eller birkefogden,
2. Fæstere, arvefæstere, lejehusmænd, bondegårdsforpagtere, godsforvaltere, godspersonale: indtil 1817 (1850) på godset, derefter hos herreds- eller birkefogden,
3. Fæstere under latinskoler med mere: indtil 1803/1817 under pågældende latinskole, derefter hos herreds- eller birkefogden,
4. Fæstere under universitetet: indtil o. 1839 under universitetet, derefter hos herreds- eller birkefogden,
5. Fæstere under hospitaler og lignende: indtil o. 1814/1850 under hospitalet, derefter hos herreds- eller birkefogden,
6. Fæstere under bisper, kirkegods og lignende: indtil o. 1793/1818(1850) under kirkeinstitutionen, derefter hos herreds- eller birkefogden,
7. Ryttergodsers fæstere: o. 1670 – o. 1716/1767 under ryttergodset, derefter under amtsmyndighed eller ejerens gods,
8. Hedekoloniernes indbyggere: særlig skiftemyndighed,
9. Krongodset i øvrigt: indtil o. 1793/1800 under ridefogden, derefter hos herreds- eller birkefogden,

B. Købstadsbefolkningen
1. Købstadsborgere og andre bosiddende: under byens magistrats eller byfogdens skiftemyndighed,

C. Gejstlige og militære
1. Præster, degne, rektorer, klokkere, skoleholdere med flere: indtil o. 1807 (1799/1827) under herredsprovstens gejstlige skiftemyndighed, derefter på landet hos herreds- eller birkefogden, i købstæder hos byfogden,
2. Landetatens officerer: 1743 – 1846 under landetatens generalauditørs skiftejurisdiktion, derefter på landet hos herreds- eller birkefogden, i købstæder hos byfogden,
3. Landetatens underofficerer og menige: under regimentsauditøren,
4. Søetatens officerer (fra rang af kaptajn): 1630 – 1771 under søetatens generalauditørs skiftejurisdiktion,
5. Andre sømilitære: 1670 – 1779 under underadmiralitetsretten.[3]

Fra 1817 blev godsejernes ret til at holde skifte begrænset, og fra 1851 faldt den væk.

### 1851 – 1919
Efter 1851 skete skiftet hos en herredsfoged, en birke- eller bydommer.

### Efter 1919
Siden 1919 sker skiftet hos en dommer ved Skifteretten, som er afdeling under byretten.